# Eddie Kotal
Edward „Eddie“ Louis Kotal (* 1. September 1902 in Chicago, Illinois; † 27. Januar 1973 in Los Angeles, Kalifornien) war ein US-amerikanischer American-Football-Spieler. Er spielte in der National Football League (NFL) bei den Green Bay Packers. Kotal war der erste hauptberufliche Scout in der NFL.

## Spielerlaufbahn
Eddie Kotal studierte an der University of Illinois at Urbana-Champaign und der Lawrence University und spielte dort American Football.
Kotal wurde 1925 von den Green Bay Packers verpflichtet, die von Curly Lambeau trainiert wurden. Im Jahr 1927 konnten die Packers LaVern Dilweg an die Mannschaft binden und 1929 gelang es Lambeau durch die Verpflichtung von John McNally seine Offense nochmals deutlich zu verstärken. Im gleichen Jahr gewann Kotal mit seiner Mannschaft die NFL Meisterschaft. Kotal konnte drei Touchdowns zum Titelgewinn beisteuern. Nach dieser Saison beendete Eddie Kotal seine Spielerlaufbahn.

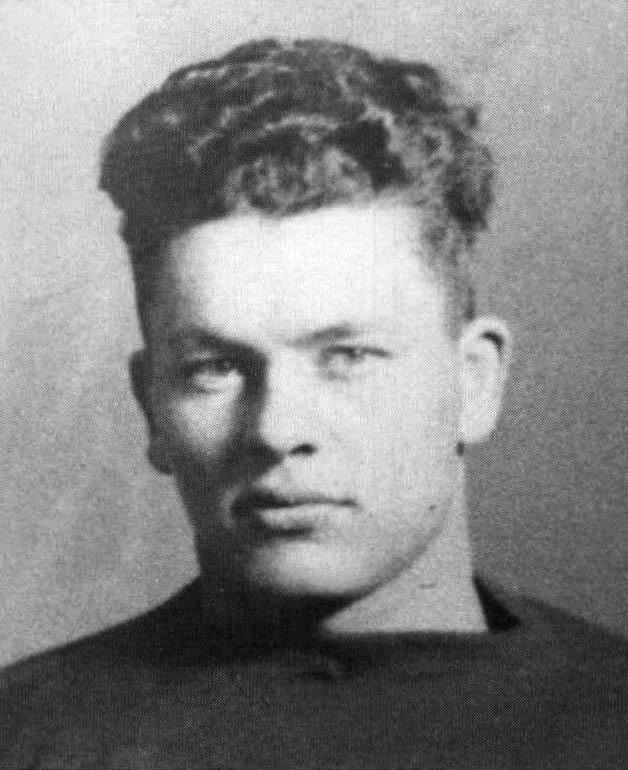
Curly Lambeau

## Trainerlaufbahn/Scout
Eddie Kotal wurde nach seiner Spielerlaufbahn im Jahre 1930 Head Coach der Footballmannschaft der Lawrence University und war danach Trainer an der University of Wisconsin-Stevens Point. Er trainierte dort unter anderem Football- und Basketballmannschaften. Nach seiner Trainerlaufbahn war er ab 1942 als Scout und Assistenztrainer bei den Green Bay Packers tätig. Im Jahr 1945 wechselte er zu den Cleveland/Los Angeles Rams. Im Gegensatz zu den bisherigen Scouts in der NFL betrieb er bei den Rams diese Tätigkeit als Hauptberuf und nicht nur nebenberuflich und war im gesamten Land unterwegs um junge Nachwuchsspieler zu beobachten. Kotal war der Entdecker zahlreicher namhafter Spieler, wie Dick Lane, Norm Van Brocklin oder Elroy Hirsch. Edward Kotal fand seine letzte Ruhestätte auf dem Forest Lawn Memorial Park (Hollywood Hills) in Los Angeles.

## Ehrungen
Eddie Kotal wurde einmal zum All Pro gewählt und ist Mitglied in der University of Wisconson-Stevens Point Athletic Hall of Fame. Der Eddie Kotal Memorial Award wird jährlich an einen bedürftigen Schüler vergeben um diesem ein Studium zu ermöglichen.